# Bistum Nogales
Das Bistum Nogales ist eine in Mexiko gelegene römisch-katholische Diözese mit Sitz in Nogales. Es umfasst die Municipios Agua Prieta, Altar, Atil, Bacoachi, Caborca, Cananea, Fronteras, Imuris, Naco, Nacozari de García, Nogales, Oquitoa, Pitiquito, Santa Cruz, Sáric, Trincheras, und Tubutama.

## Geschichte
Das Bistum Nogales wurde am 19. März 2015 durch Papst Franziskus aus Gebietsabtretungen des Erzbistums Hermosillo errichtet und diesem als Suffraganbistum unterstellt.

## Bischöfe
- José Leopoldo González González, 2015–2024, dann Bischof von San Juan de los Lagos
- José Luis Cerra Luna, seit 2025